# Pasayten Wilderness
L'aire sauvage Pasayten (Pasayten Wilderness en anglais) est une zone naturelle protégée de 2 145 km2 située à l'intérieur des forêts nationales d'Okanogan et du mont Baker-Snoqualmie dans le nord de l'État de Washington aux États-Unis.
La zone, qui est située au nord de la chaîne des Cascades, est traversée par les trois bras de la rivière Pasayten, un affluent de la rivière Similkameen. Elle est limitée au nord par la frontière canadienne et en particulier par les parcs provinciaux E.C. Manning et Cathedral. À l'ouest de l'aire sauvage se trouvent la zone récréative Ross Lake National Recreation Area et le parc national des North Cascades.
La région était une zone de chasse traditionnelle de la tribu Nlaka'pamux.